# 後藤比奈夫
後藤 比奈夫（ごとう ひなお、1917年〈大正6年〉4月23日 - 2020年〈令和2年〉6月5日）は、大阪府出身の俳人。本名は日奈夫（読み同じ）。「諷詠」名誉主宰。父は後藤夜半。

## 経歴
大阪府西成郡今宮村に生まれる。神戸一中、旧制一高を経て、1941年に大阪大学物理学科を卒業。戦時中は陸軍の技術研究所に勤務。1947年、大阪市にボン電気会社を設立。1951年、父・夜半について俳句の道に入り、夜半の主宰誌「花鳥集」に拠る。「ホトトギス」「玉藻」にも投句し高濱年尾、星野立子に師事。1954年、「花鳥集」が「諷詠」に改題され、その編集兼発行人となる。1955年、波電子工業所を創業、1960年に株式会社となり代表取締役に就任。
1961年「ホトトギス」同人。1976年、父・夜半の死により「諷詠」主宰を継承。1985年、波電子工業社長を退き俳句一筋となる。1987年、俳人協会副会長、日本伝統俳句協会顧問、大阪俳人クラブ会長、大阪俳句史研究会代表理事などに就任。2012年、「諷詠」主宰を息子の立夫に譲り同名誉主宰となる。2013年現在、俳人協会顧問、日本伝統俳句協会顧問、大阪俳人クラブ顧問、兵庫県俳句協会顧問、大阪俳句史研究会顧問、虚子記念文学館理事、「玉藻」同人会名誉顧問、星野立子賞選考委員などを務めている。
代表句に「東山回して鉾を回しけり」など。夜半の上方風を受け継ぎつつ、ホトトギス派の信条である客観写生、花鳥諷詠を追求。また物理学で培われた知的な視線、新鮮な題材への取り組み、擬人法の開拓などにおいても評価を得ており、戦後以降のホトトギス系の俳人の中でも特に目立った活躍を見せている。なお叔父は喜多流の能楽師の後藤得三と喜多実、比奈夫の姉も喜多流の宗家の内弟子と結婚しており、このため比奈夫の句の背景として能楽が言及されることも多い。
2020年6月5日、老衰のため神戸市内の病院で死去。103歳没。

## 受賞歴
- 1989年 - 兵庫県文化賞[2]
- 1991年 - 神戸文化賞
- 1992年 - 大阪府文化芸術功労者賞
- 2002年 - 第2回俳句四季大賞（句集『沙羅紅葉』 により）
- 2006年 - 第40回蛇笏賞（句集『めんない千鳥』により）
- 2015年 - 第14回山本健吉賞
- 2017年 - 第32回詩歌文学館賞（句集『白寿』により）

## 著書

### 句集
- 『初心』 1972年、諷詠会
- 『金泥』 1972年、諷詠会
- 『祇園守』 1977年、牧羊社
- 『花匂ひ』 1982年、牧羊社
- 『花びら柚子』 1987年、角川書店
- 『紅加茂』 1992年、角川書店
- 『沙羅紅葉』 2001年、ふらんす堂
- 『一句好日』 2004年、ふらんす堂
- 『めんない千鳥』 2005年、ふらんす堂
- 『心の小窓』 2007年、ふらんす堂
- 『初東雲』 2009年、ふらんす堂
- 『残日残照』 2010年、ふらんす堂
- 『夕映日記』 2013年、ふらんす堂
- 『白寿』 2016年、ふらんす堂

選句集・全句集
- 『花神コレクション 後藤比奈夫』 花神社、1994年
- 『晴の日も雨の日も―後藤比奈夫慶弔俳句集』 1999年、ふらんす堂
- 『後藤比奈夫七部集』 2002年、沖積舎
- 『心の花』 2006年、ふらんす堂　選句集
- 『後藤比奈夫集成』 2012年、沖積舎
- 『シリーズ自句自解2ベスト100　後藤比奈夫』 2014年、ふらんす堂
- 『自筆四季八十句』 2014年、沖積舎

### 俳書
- 『俳句初学の作法』 1979年、角川書店
- 『ことばの季節』 1986年、淡交社
- 『俳句初学入門』 1987年、富士見書房
- 『入門花鳥諷詠 後藤夜半俳話集』 1991年、角川書店
- 『今日の俳句入門』 1994年、角川書店
- 『俳句の見える風景』 1999年、朝日新聞社
- 『憧れの名句』 2002年、日本放送出版協会
- 『後藤比奈夫×中原道夫―比奈夫百句を読む。』 ふらんす堂、2011年
- 『句作り千夜一夜』 2012年、ふらんす堂
- 『後藤夜半の百句』 2014年、ふらんす堂

## 関連文献
- 遠藤綾子 『今日の俳句入門 ―私解後藤比奈夫』 2004年、ふらんす堂
- 遠藤綾子 『後藤比奈夫春夏秋冬』 2012年、ふらんす堂